# هالزبرو (کارولینای شمالی)
هالسبورو (به انگلیسی: Hallsboro) شهری در ایالت کارولینای شمالی کشور ایالات متحده آمریکا است که جمعیت آن در سرشماری سال ۲۰۱۰ میلادی، ۴۶۵ نفر بوده‌است.